# Радоним

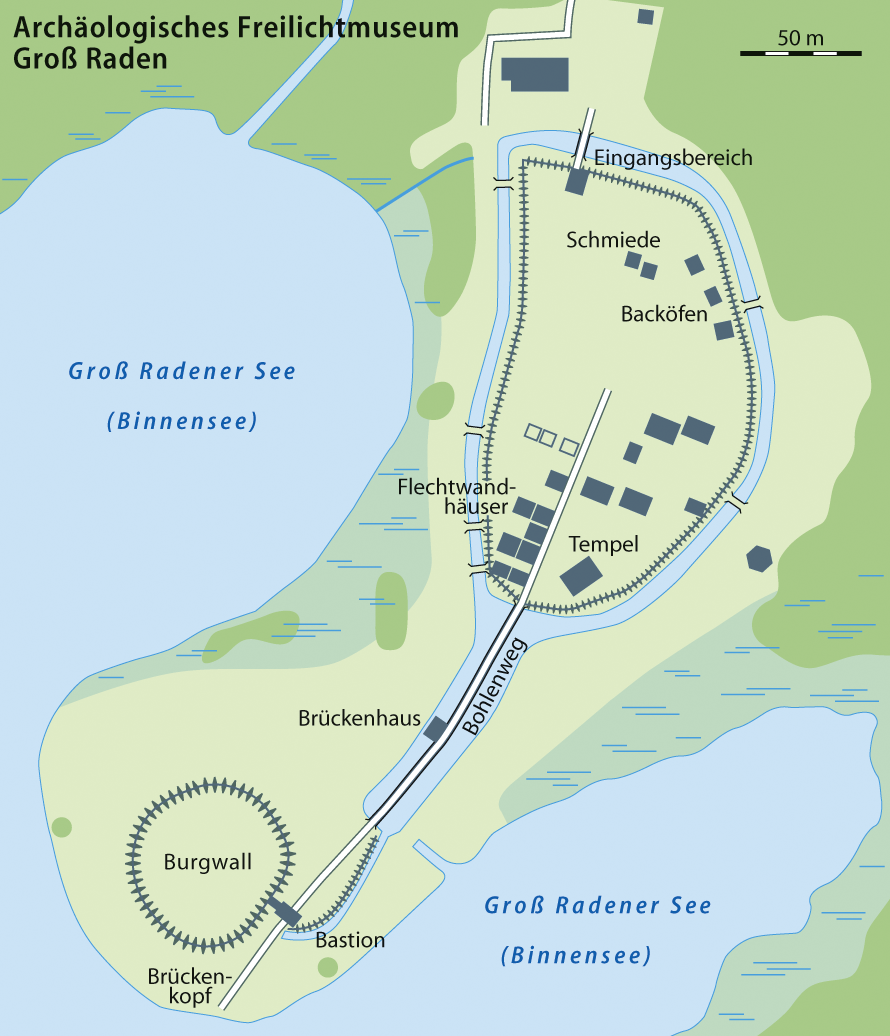
Карта скансена

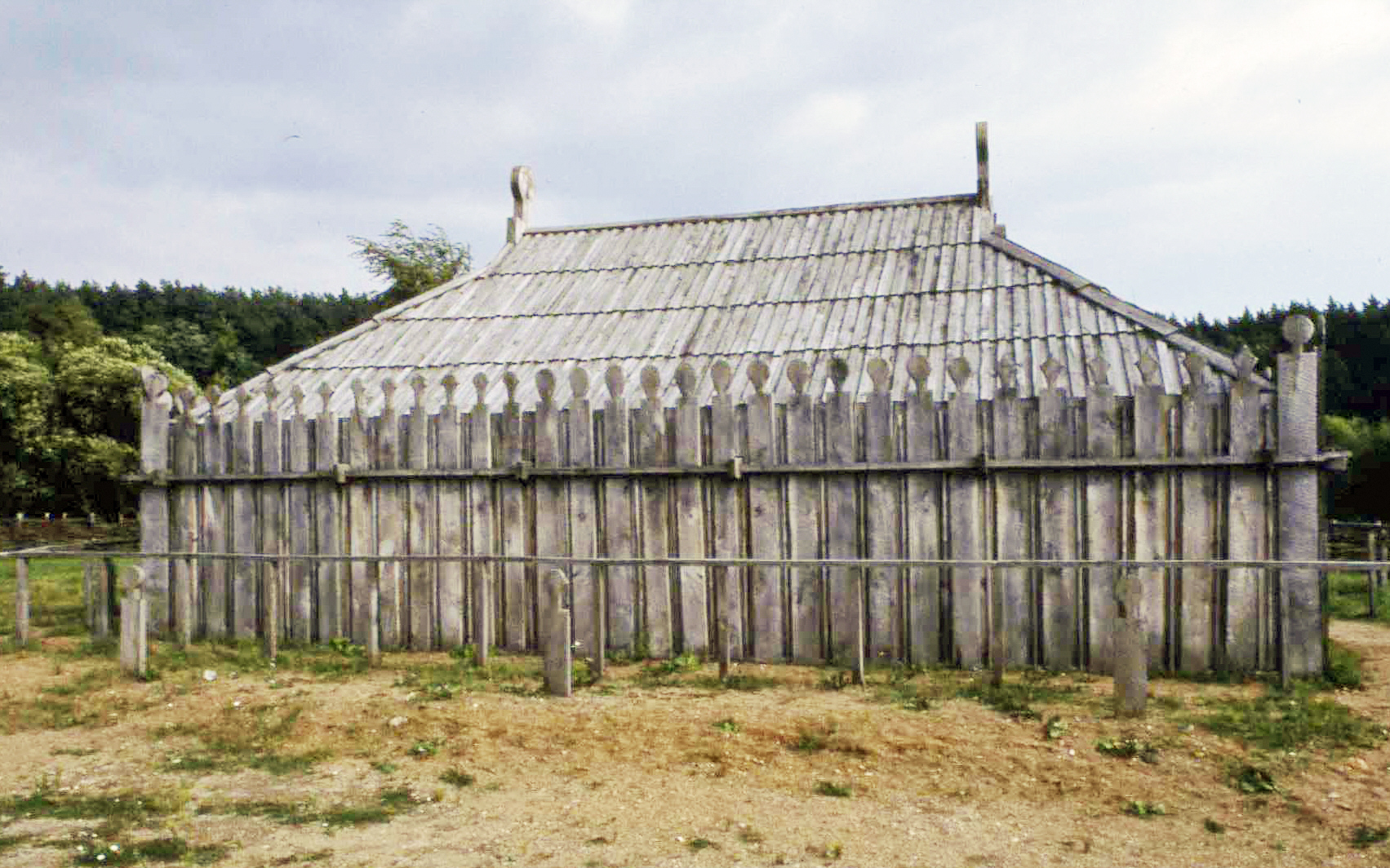
Реконструкция славянского языческого храма

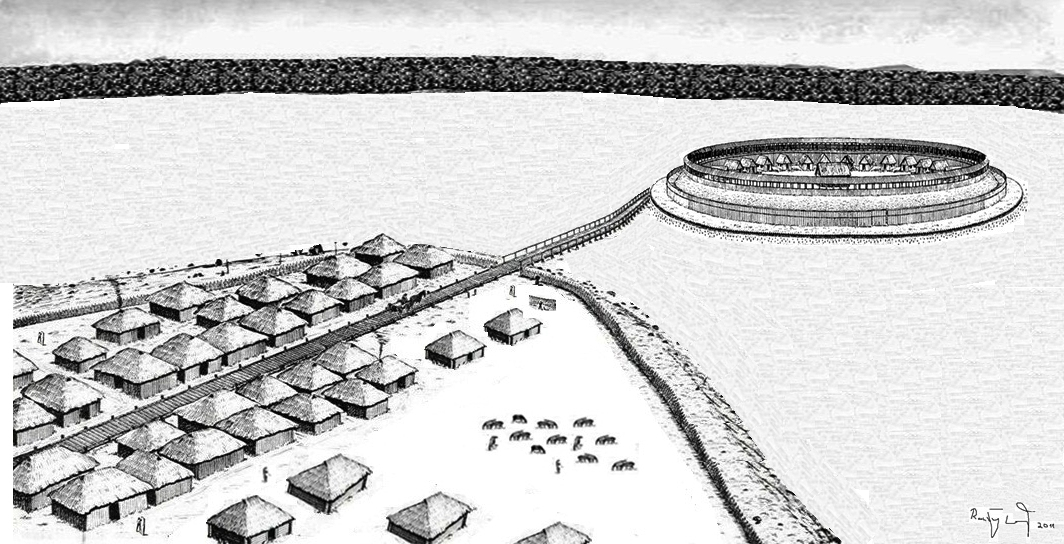
Радоним в 980 году (реконструкция)

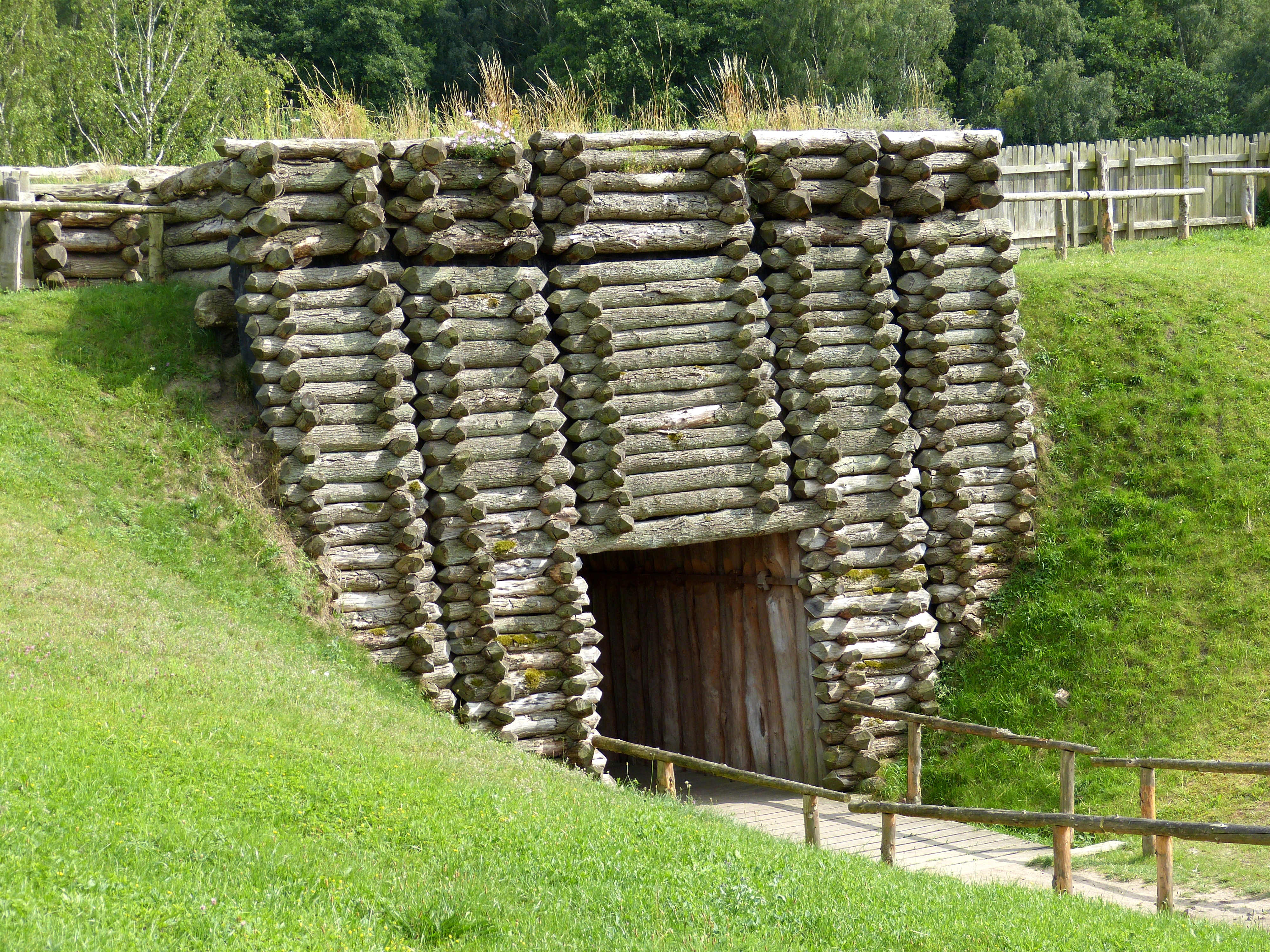
Туннельные ворота (реконструкция)

Радоним (Радон, Радим) — западнославянский город, существовавший в IX—X веках. В настоящее время на месте города оборудован музей под открытым небом, реконструирующий основные городские постройки и быт жителей.

## История
Город раскопан в Германской Демократической Республике профессором Эвальдом Шульдтом в 1973 — 1980 годах.
Расположен в Мекленбурге, на полуострове озера Биннензее, неподалеку от городка Штернберг, на землях, некогда принадлежавших варнам.
Комплекс состоит из города диаметром около 75 метров и укреплении вблизи города. В укреплении находилось четырёхугольное славянское святилище, размерами 7 × 11 метров с двойными стенами.
Возникновение крепости датируется границами IX и X века. Град существовал до начала XI века, когда был уничтожен пожаром, а его жители перенесли поселение на новое место к северо-западу от Радонима.
Существует предположение, что это может быть легендарный Ридегост. Сегодня, благодаря проведенным реконструкционным работам, этот комплекс является одним из самых привлекательных туристических объектов Мекленбурга.